# Мухаммед-шах
Мухаммед-шах (д/н — 1537) — 11-й султан Кашміру в 1484—1486, 1493—1505, 1514—1515, 1517—1528 і 1530—1537 роках.

## Життєпис

### Перше панування
Походив з династії Сваті (Шах-Міри). Старший син Гасан-шаха. Спочатку звався Мухаммед Хан. Призначений спадкоємцем трону. 1482 року візир Ахмад Айту планував замінити його на молодшого брата Юсуфа, але марно. 1484 року перед смертю батько вирішив оголосити спадкоємцем свого небіжа Фатіх Хана, але від цього його відмовила мати Мухаммеда. Тому 1484 року після смерті батька він був оголошений султаном як Мухаммед-шах.
З огляду на молодість султана фактичну владу перебрав дід за материнською лінією — візир Сайїд Гасан. Той намагався приборкати кашмірських феодалів, обмеживши роздачу джаґірів, чим викликав невдоволення. 1485 року було влаштовано заколот проти візира на чолі із Парасурамом, раджою Джамму. Вночі загони змовників атакували фортецю Наушар, де схопили і вбили Сайїда Гасана. У відповідь його сини Мухаммед і Гашім напали на Наушар, де знищили ворогів. Під час цього скористатися розгардіяжем спробував Юсуф Хан (син колишнього претендента Бахрам Хана), який намагався переконати Мухаммеда і Гішама повалити султана Мухаммед-шаха, але отримав відмову. Натомість Юсуф Хана було страчено.
В свою чергу Джахангір Магре, утікач, що переховувався в Лохаркоті, вирішиввтрутитисяуборотьбу. Його син Дауд атакував братів Сайїдів в Наушарі, але зазнав поразки й загинув. В результаті Саїди зосередили в руках усю владу в державі. Проти них повстали кашмірські феодали спільно з Джахангір Магре і Парасурамом, які після 2 місяців боротьби здобули перемогу. В результаті Джахангір призначається візиром.
Але вже невдовзі до Кашміру вдерся Фатіх, син Адам Хана (колишнього претендента), який завдав поразки султанським військам в проході на Гірапур, внаслідок чого султан і Джахангір Магре відступили до Гус-Удару. Втім невдовзі біля Калампура вдалося перемогти Фатіха, що втік до Пенджабу.
1486 року султан стикнувся з новим вторгненням Фатіха, на бік якого перейшло декілька впливових феодалів і радж. Доволі швидко Мухаммед-шах втратив Гірапур і Гус-Удар. 14 жовтня в битві біля Дамдар Удара зазнав
поразки й потрапив у полон до Фатіха, якого було оголошено новим султаном.

### Друге панування
З 1486 року перебував під почесною вартою у власному палаці. 1493 року султан Фатіх-шах внаслідок конфлікту із Сайїдом Мухаммедом був повалений й втік до Наушару. Внаслідок цього Мухаммед-шах був відновив на троні.
Негайно відправив війська проти Шамс Чака, впливового союзника Фатіх-шаха. Невдовзі в нічній запеклій битві біля Сопура вдалося завдати тяжкої поразки клану Чак, внаслідок чого Шамс втік до Наушару. Втім 1505 року проти нього виступив полководець Муса Райна, невдоволений маленьким джаґіром. Він підтримав
похід Фатіх-шаха, до якого в Гірапурі приєдналися феодали Ібрагім Магре і Хаджі Падар. Але в битві біля Зайнакоту їх здолав Мухаммед-шах. Втім останній з якоїсь причини не зміг повністю здолати супротивника, чим скористався Фатіх-шах, який встиг перегрупували сили й наступного дня зупинити наступ Мухаммед-шаха. Тут загинув Сайїд Мухаммед, що деморалізувало військо султана, чим скористався Фатіх-шах, завдавши тому нищівної поразки. За цим той зайняв Срінагар, де знову був оголошений султаном. Мухаммед-шах втік до Пенджабу.

### Третє панування
1514 року клани Магре і Чаків знову повстали, чим скористався Мухаммед-шах, що прибув з військом з Пенджабу. У вирішальній битві біля Пушкаранагі (на узбережжі річки Джелам) Фатіх-шах зазнав поразки й втік до Тошамайдану (західний Кашмір). Мухаммед-шах в свою чергу відновився на троні.
Призначає Ібрагіма Магре своїм візиром. Протесултан не мав міцної підтримки й тому, коли 1515 року Фатіх-шах увійшов до Кашмірської долини з новим військом, Мухаммед-шах не знайшов достатніх військ. Тому разом з візиром втік до Пенджабу. Спроба того ж року відновитися на троні завершилася поразкою у битві біля Бангіла, де загинув Ібрагім Магре. Мухаммед-шах втік до двору делійського султана Сікандара Лоді.

### Четверте панування
1517 року отримав допомогу від делійського султана, з якою вдерся до Кашміру. Невдовзі зайняв Данаор. Зацим перетягнув на свій бік сановників Шанкар Райна, Нусрат Райна і Каджі Чак, що захопили важливу фортеці Харшін. Султани-співправителі Фатіх-шах і його син Сікандар-шах II втекли до Пенджабу.
Мухаммед-шах відправив назад делійські війська, призначив Каджі Чака своїм візиром, але Шанкара Райну, якого запідозрів в зраді, запроторив до в'язниці. У відповідь Нусрат Райна підняв повстання, до якого долучився клан Магре. Проте в битві біля Зіалдагару візир завдав повсталим поразки, що ще більше зміцнило становище клану Чаків.
У 1520 року почався конфлікт між Каджі Чакою і Джахангар Падаром, колишнім прихильником Фатіх-шаха, який повернувся до Кашміру. У травні 1521 року Сікандар-шах II повернувся до Кашміру, де на його бік перейшли клани Падар, Магре і Райна. Втім війська султана завдали низки поразок супротивникам, змусивши зрештою Сікандар-шаха II втекти до Пенджабу. Втім у 1522 році клан Магре підтримав повстання брата останнього Хабіб Хана. Але той під час руху до Кашмірської долини помер.
Поступово стосунки султана з візиром погіршувалися, оскільки той перебрав на себе фактично усю владу. 1527 року Мухаммед-шах перебрався до Лара (Центральний Кашмір), де його підтримали провідні феодали та частина клану Чаків. Це змусило Каджі Чака зректися влади візира. Втім невдовзі стикнувся з загрозою з боку Бабура, падишаха Великих Моголів, що став готуватися до відновлення на троні Кашміру Сікандар-шаха II. Але того перемогли Чаки в битві біля Наушари. Сікандар-шаха, що потрапив уполон, було засліплено, після чого той невдовзі помер.
Султан на дяку призначив Каджі Чака знову візиром. Але проти цього виступив клан Магре. Проте тому було
завдано рішучої поразки. Невдовзі стосунки Мухаммед-шаха і КаджіЧака вкотре погіршилися. Не чекаючи позбавлення влади, візир повалив султана. Новим володарем він оголосив сина Мухаммед-шаха й свого небожа — Ібрагіма. Колишнього султана було ув'язнено в фортеці Лад.

### П'яте панування
1530 року внаслідок заколоту візира Абдали Магре було повалено султана Назук-шаха й відновлено на троні. Втім фактична влада зосередилася в клану Магре.
1531 року Камран (син Бабура), емір Кабулу, Кандагару і Пенджабу, вирішив підкорити Кашмір. Неподалік від Срінагару візир і султан зазнали поразки, відступивши до фортеці Чираодар, звідки їх вигнав супротивник. Тоді султан перебрався до Атварджану. Тут йому допомогу надав клан Чаків на чолі із Каджі. Завдяки цьому було відбито напади моголів. Потім Сулейманові гори перетворено на опорні пункти, звідки здійснювалися напади на окупантів. 1532 року війська Камрана залишили Кашмір.
За домовленістю Мухаммед-шах зберіг номінальну владу, але султанат було розділено на 5 частин: власні землі султана, джаґіри візира Абдал Магре, Сайїда Ібрагіма, Лохар Магре, Каджі Чака, Регі Чака і Малік Алі Чадура.
У січні 1533 рокудо Кашміру вдерся Мірза Мухаммед-Гайдар, якого відправив Султан Саїд-хан, хан Могулії. Спочатку кашмірці зазнали поразки в ущелині Лар. За цим було втрачено важливі міста Наушар і Марадж, а в битві біля Баґ-і-Бавані кашмірське військо на чолі із Малік Алі Чадурою зазнало тяжкої поразки. Тоді султани і клан Чаків пеерйшли до партизанських дій. Проте ворогові вдалося захопити практично весь султанат. Разом з тим невдалий похід проти Нгаван Намг'яла, володаря Цангу, коли було втрачено багато коней і обморожено людей, а в Могулії змінився правитель Мірза Мухаммед-Гайдар домовився з кланами Магреі Чаків про визнання Мухаммед-шахом зверхності могульського володаряАбд-ар-Рашид-хана, після чого 1534 року залишив Кашмір.
Внутрішній розгардіяш в Могулії дозволив Мухаммед-шаху невдовзі відновити незалежність Кашміру. Він спокійно панував до самої смерті, що настала в 1537 році. Йому спадкував син Шамс ад-Дін-шах II.